# Полтавський полк
Полтавський полк — у XVII—XVIII століттях один із 10 лівобережних адміністративно-територіальних полків Гетьманщини. Створений 1648 року під час повстання під проводом Богдана Хмельницького. Полковий центр — місто Полтава.

## Історія

Герб XVIII ст.

Формація виникла наприкінці літа 1648 року — під проводом Івана Іскри перебувало сім сотень: три з Полтави, Борківська, Багацька, Балаклійська та Кобеляцька. Виникнення полку тісно пов'язане з козацькими повстаннями 30-х років XVII ст. та діяльністю Якова Остряниці. Відтоді територію на схід від Лубен та Говтви поступово колонізували повстанці. Ці козацькі формування були неприйнятними та незручними не лише для шляхти, а й для реєстрових козаків котрі отримавши королівські привілеї неприязно сприймали виписчиків. Основні кадри полкової старшини надходили з Запорожжя. Це були січовики з діда і прадіда, сім'ї яких, їх нащадки були головними охоронцями республіканських січових традицій.
За реєстром 1649 полк нараховує 19 сотень. Першочерговим стратегічним завданням був захист південних кордонів від татарських набігів. Присяжні списки 1654 року фіксують додаткові чотири сотні — Білицьку, Котелевську, Старосанжарську та Грунівську але відсутня ліквідовна після Білоцерківського договору Книшівська сотня. Тож за гетьманату Хмельницького у 1657 році формація мала 22 сотні. Через рік до поновленого Лубенського полку відійшла Лукомльська сотня. Після повстання Пушкаря і Барабаша, згідно з регіментом Виговського, число сотень міста скоротилося з трьох до однієї, того ж року наказним полковником було призначено Богуна, котрого незабаром змінив Гаркуша.
За часів правління Хмельниченка для захисту Лівобережжя від татарських вторгнень по Ворсклі було додатково утворено ще чотири сотні — Білицьку, Новосанжарську, Переволочанську та Сокільську.
За Брюховецького, після Андрусова до полку було приєднано кілька сотень від Чигиринського (1667). Він же призначив замість Гужеля на полковництво Григорія Витязенка котрого зрештою під час повстання (1668) було лінчовано міщанами.
На час обрання на гетьманство І.Самойловича 1672 р у складі полку перебувало 17 сотень. У ході проведеної ним адміністративної реформи Зіньківський полк було реформовано, а три його сотні (з центрами в Зінькові, Опішні та Ковалівці) передано до складу Полтавського, окрім того, територію розширено за рахунок новозаселених земель уздовж річки Орелі — Маяцька, Нехворощанська та Царичанська (1674), Китайгородська (1677), Орлицька (1678) сотні. Відновлена до трьох чисельність місцевих сотень. За наступної реформації (1686—1687) 9ть сотень були передані до Миргородського та Гадяцького полків.
Станом на 1708—1709 р. : Полтавська городова — очолював Петро Олексійович Кованька, перша полкова — Богдан Зеленський, друга полкова, Білицька — Василь Юхименко, Будиська (Великобудиська), Керебердянська (Келебердянська), Китайгородська, Кишенська — Раско Бикинський, Кобеляцька — Ярош Іванович, Маяцька, Нехворощанська, Новосанжарівська — Роман Якович, Орлянська (Орлицька), Переволочинська (Переволочанська), Решетилівська, Сокільська, Старосанжарівська, Царичанська.
1745 року правобережні містечка Кам'янка і Мишурин Ріг були заселені і приписані до Келебердянської, Переволочанської і Орлянської сотень Полтавського полку.
У 1764 році (зі скасуванням в Лівобережжі гетьманського управління) 13 підрозділів анексовано тож кількість сотень зменшилася до п'ятьох — Першої Полтавської, Другої Полтавської, Третьої Полтавської, Будиської, Решетилівської. З особового складу ліквідованих сотень було сформовано 8 рот Дніпровської пікінерії. 20 жовтня 1775 року полк остаточно ліквідовано, а територія ввійшла до складу Полтавського повіту Новоросійської губернії. З особового складу сформовано Полтавський та Єлисаветградський полки. Перший з них, від 1790 року, набув статусу особистої гвардії Г. Потьомкіна.
Це був перший козацький полк Лівобережної України, анексований РІ.

### Полковий прапор
Єдина офіційна згадка про знамено полтавських козаків датується 1717 р. У листі Івана Черняка, котрий перебував у той час на посаді полковника, до гетьмана, у виправдання на донос у його адресу щодо розкрадання коштів він писав :

| —"О корогвахъ что доносятъ, же я зъ сотенъ бралъ по 10 копъ, то естъ истинная правда; вибралось з сотенъ 80 рублей и за тие гроши куплено шесть косяковъ блакитнаго лудану на сотенніе корогви, по 40 золо- тихъ, итого росходу 50 руб. безъ двохъ, а що осталось 32 р. за тое справлено полковую короговь и прапоръ, а остатокъ на жовтій лудаиъ дано на крижи" (хрести п.а.). |
Себто прапор був блакитного кольору з жовтим хрестом. У XX ст. з історичних мотивів знамена було спроектовано прапор Полтавської області.

### Військові кампанії

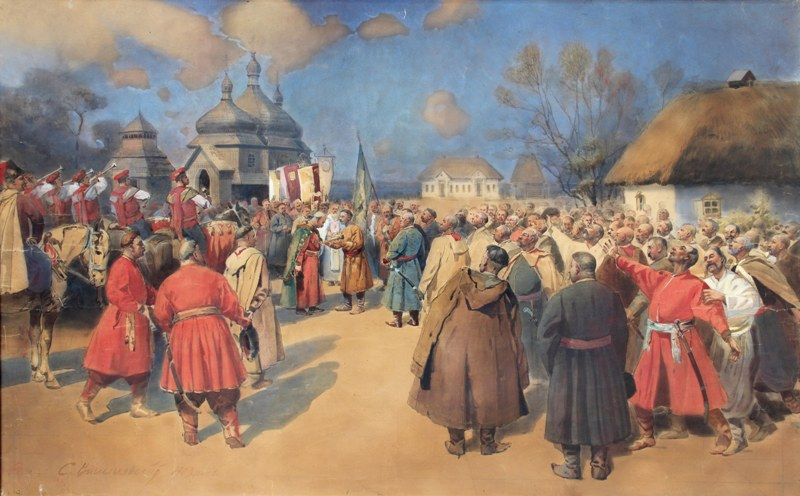
«Обрання полковником Мартина Пушкаря» С.Васильківський.

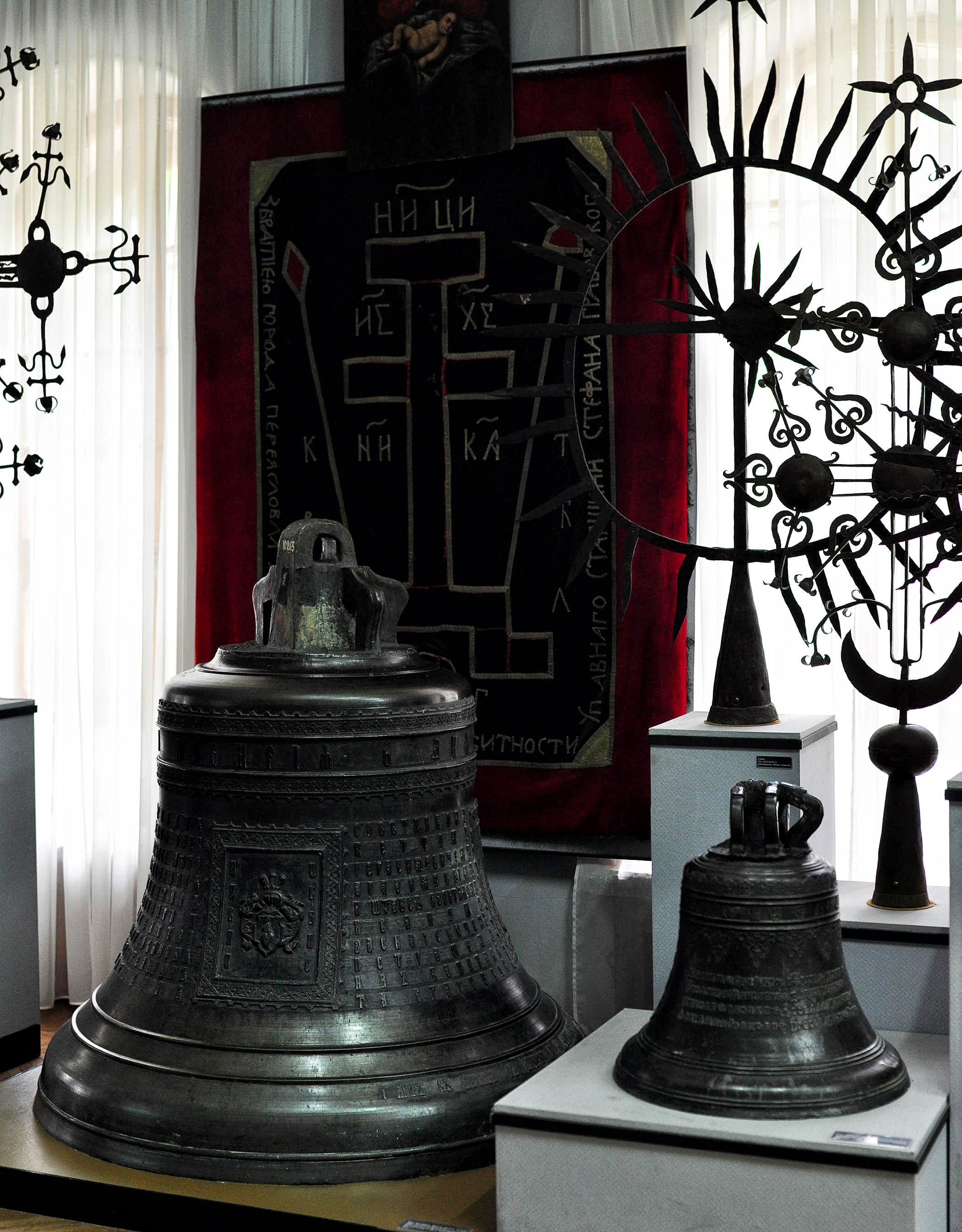
Дзвін відлитий з трофейних гармат захоплених вояками Полтавського полку

Козаки Полтавського полку брали участь у визвольній війні українського народу 1648—1654 рр. (в облозі Львова, Замостя у 1648 р., битвах під Зборовом у 1649 р., Берестечком у 1651 р., Жванцем у 1653 р., молдавських походах 1650 і 1652 рр.), у повстанні 1657—1658 рр., в антифеодальних виступах 1687, 1689 і 1691 рр. проти козацької старшини, в Азовських походах 1695—1696 рр. Під час штурму Кизикермена козаки Полтавського полку, очолювані П.Герциком, особливо відзначилися. Із трофейних гармат, захоплених Полтавським полком, 1695 року Афанасієм Петровичем було відлито дзвін «Кизи-Кирмен». Під час ІІ Азовського походу несли караульну службу на Муравському шляху, що вів до Азова. Загалом, як зазначав Іван Мазепа в листі до Петра І: «За 12 літ з початку свого гетьманства я зробив 11 літніх і 10 зимових походів», в яких взяли безпосередню участь всі козацькі полки Полтавщини.
Під час Північної війни 1701 року 1,5 тисячі козаків Полтавського полку І.Іскри вели «малу війну в Ліфляндії» та під проводом Данила Апостола брали участь у битві під Ерестфером. 1702 року здобували Нотебург. З весни 1708 року Полтавський козацький полк перебуває на Дону для придушення повстання К.Булавіна. На час Полтавської битви переважна частина вже повернулася з донського походу. Згідно з документами, котрі дійшли до нашого часу, більшість полчан, котрі традиційно діяли заєдно з запорожцями, підтримували І.Мазепу. Опісля того як його підтримав Кость Гордієнко на підконтрольній полку території почалося антимосковське повстання, ряд містечок — Переволочна, Келерберда, Маячка, Нові Санжари — стали на бік запорожців. У деяких фортецях і містах було знищено російські залоги.
Як згодом у відповідь на «Решетилівські статті» від 17 липня І.Скоропадського відпише Петро I :

| «из городов же, в которых для неприятельскаго наступления, гарнизоны великороссийские введены, уже оные выведены, кроме Полтавы, из котораго гарнизону выводить невозможно, ибо большая часть городов того полку были в бунте обще с Запорожцами; того ради опасно оный, яко крайней город, без гарнизону оставить, дабы теже бунтовщики Запорожцы с единомысленники своими не учинили паки какого возмущения.» | (відповідь на 5ту статтю)
Та в той же час певна частина залишилися на боці Петра I. Зокрема як стверджується у «Малоросійському Родовіднику» В. Л. Модзалевського Будищанський сотник Максим Левченко у складі гарнізону брав участь в протистоянні осади Полтави союзними силами гетьмана Мазепи та Карла XII.
Також полк брав участь у російсько-турецьких війнах 1735—1739 та 1768—1774 рр.

### Компути Полтавського полку
Першим поіменним полковим документом з часу утворення Полтавського полку став реєстр 1649 p., укладений після підписання Зборівського договору 1649 р. Усередині кожен полковий реєстр побудований відповідно до структури полку. Список козаків подано посотенно. На початку подаються так звані полкові сотні — тобто ті, що розташовані у полковому місті. Для Полтавського полку це городова сотня, сотня Петрашова та сотня Оксютина. Далі ідуть списки козаків інших сотень — Зіньківської, Кобеляцької, Опішненської (сотня з Опушлое), Богацької, Борківської, Кузименської, Борківської (не плутати з попередньою, це зовсім інша сотня), Ковалівської, Балаклийської, Лукомської, Веприцької, Гадяцької, Книшовської од Гадячого, Подолскої Гадяцького повіту, Рашавської та Лютенської. На початку кожного сотенного списку в першу чергу записано старшину. Список городової сотні, якою судячи з документу відав сам полковник, відкривається іменем полковника Мартина Пушкаря. Власне «Реєстр» 1649 р. на сьогодні є єдиним широко відомим списком козаків Полтавського полку попри те, що це не єдина публікація полкового компуту.
Наступним, з відомих, став «Компут всего полку Полтавского» 1718 p. Структура Компуту 1718 р. значно відрізняється від Компуту 1649 р. Єдиним у них є принцип подачі на початку списку переліку полкової старшини та подачі списків окремо по кожній сотні. У 1718 р. полкова старшина складалася з полковника, полкових обозного, писаря, осавула, двох хорунжих та двох осавулів гарматних. Але якщо загальний принцип подачі матеріалу такий же як і в 1649 р. то основна мета поставлена під час укладення Компуту 1718 р. була дещо інша. Це не просто складання реєстру, чи переліку козаків полку, а й збір певної соціальної інформації. До нього уже вносяться відомості не лише про козаків, а й про посполите населення, міщан та цехову організацію на полковій території. Зберігається він у Інституті рукописів Національної бібліотеки України ім. В. І. Вернадського. у складі зібрання О. М. Лазаревського.
Дійшли до нашого часу також компути 1721, 1732, 1733, 1734 та 1735 pp. Знаходяться вони у складі архіву Полтавського полку, що зберігається в Центральному державному історичному архіві України (м. Київ).

## Список полтавських полковників
Нижче наведено повний список полтавських полковників (1649—1779)
| Номер | Ім'я                     | Роки життя | Час перебування на посаді |
| ----- | ------------------------ | ---------- | ------------------------- |
| 1     | Іван Іскра               | ?—1659     | 1648—1649                 |
| 2     | Мартин Пушкар            | 1598—1658  | 1649                      |
| 3     | Іван Іскра               | ?—1659     | 1649—1652                 |
| 4     | Мартин Пушкар            | 1598—1658  | 1652—1658                 |
| 5     | Федір Богун              | ?—?        | 1658                      |
| 6     | Филон Гаркуша            | ?—1678     | 1658                      |
| 7     | Кирик Пушкар             | ?—?        | 1658                      |
| 8     | Филон Гаркуша            | ?—1678     | 1658                      |
| 9     | Марко Пушкар             | ?—?        | 1658—1659                 |
| 10    | Кирик Пушкар             | ?—?        | 1659                      |
| 11    | Федір Жученко            | ?—1709     | 1659—1661                 |
| 12    | Дем'ян Гуджоль           | ?—?        | 1661—1663                 |
| 13    | Сава Омельницький        | ?—?        | 1663—1665                 |
| 14    | Григорій Витязенко       | ?—?        | 1665—1667                 |
| 15    | Сава Омельницький        | ?—?        | 1667                      |
| 16    | Григорій Витязенко       | ?—?        | 1667—1668                 |
| 17    | Дем'ян Гуджоль           | ?—?        | 1668                      |
| 18    | Кость Кублицький         | ?—?        | 1668                      |
| 19    | Филон Гаркуша            | ?—1678     | 1668—1670                 |
| 20    | Федір Жученко            | ?—1709     | 1670—1672                 |
| 21    | Дем'ян Гуджоль           | ?—?        | 1672—1674                 |
| 22    | Прокіп Левенець          | ?—1691     | 1674—1675                 |
| 23    | Павло Герцик             | ?—1700     | 1675—1676                 |
| 24    | Федір Жученко            | ?—1709     | 1676                      |
| 25    | Павло Герцик             | ?—1700     | 1676—1677                 |
| 26    | Дем'ян Яковенко          | ?—?        | 1677                      |
| 27    | Прокіп Левенець          | ?—1691     | 1677—1579                 |
| 28    | Федір Жученко            | ?—1709     | 1679—1680                 |
| 29    | Леонтій Черняк           | ?—?        | 1680—1683                 |
| 30    | Павло Герцик             | ?—1700     | 1683—1686                 |
| 31    | Федір Жученко            | ?—1709     | 1686—1687                 |
| 32    | Павло Герцик             | ?—1700     | 1687                      |
| 33    | Федір Жученко            | ?—1709     | 1687—1689                 |
| 34    | Леонтій Черняк           | ?—?        | 1689                      |
| 35    | Федір Жученко            | ?—1709     | 1689—1691                 |
| 36    | Павло Герцик             | ?—1700     | 1691—1695                 |
| 37    | Дорош Дмитрієвич         | ?—?        | 1695—1696                 |
| 38    | Іван Іскра               | ?—1708     | 1696—1700                 |
| 39    | Іван Левенець            | ?—1736     | 1700—1702                 |
| 40    | Михайло Гамалія          | ?—1725     | 1702—1703                 |
| 41    | Іван Левенець            | ?—1736     | 1703—1709                 |
| 42    | Іван Черняк              | ?—1722     | 1709—1722                 |
| 43    | Григорій Буцький         | ?—?        | 1722—1724                 |
| 44    | Сава Тарануха (наказний) | ?—?        | 1724—1725                 |
| 45    | Іван Левенець            | ?—1736     | 1725—1729                 |
| 46    | Василь Кочубей           | ?—1743     | 1729—1743                 |
| 47    | Андрій Горленко          | 1709—1780  | 1743—1774                 |
| 48    | Павло Ізмайлов           | ?—?        | 1774—1779                 |
| 49    | Іван Кованько            | 1727—1792  | 1779                      |

## Вшанування
У місті Полтава вулицю Гончарова перейменували на вулицю Полтавського Полку.
У селі Тахтаулове вулицю Ломоносова перейменували на вулицю Полтавського Полку.